# P. LEAGUE+選秀
P. LEAGUE+選秀是臺灣男子職業籃球聯盟P. LEAGUE+（PLG）的年度盛事。

## 歷史
2020–21年賽季聯盟草創未舉辦選秀會。2021年6月16日，中華民國籃球協會召開「跨聯盟選秀制度研議會議」，P. LEAGUE+表示自行舉辦選秀是聯盟與六支球團的共識，超級籃球聯賽（SBL）表示希望採跨聯盟聯合選秀，T1聯盟則未作出任何表態，中華民國大專院校體育總會則希望各聯盟能以21歲為參與選秀的最低門檻。7月22日，P. LEAGUE+舉辦第一屆新人選秀會，共有42人參與，最終有16人獲選，由朱雲豪成為選秀狀元。
2022年7月28日，P. LEAGUE+舉辦第二屆新人選秀會，共有32人參與，最終有11人獲選，由張鎮衙成為選秀狀元。
2023年7月11日，P. LEAGUE+舉辦第三屆新人選秀會，共有40人參與，最終有8人獲選，由外籍生阿拉薩成為選秀狀元。
2024年7月15日，新聯盟籌備委員會邀請P. LEAGUE+與T1聯盟共同舉辦聯合選秀會；P. LEAGUE+原定於7月10日舉辦第四屆新人選秀會。7月8日，臺北富邦勇士、桃園璞園領航猿與高雄17直播鋼鐵人發表聲明退出新聯盟籌備，續留P. LEAGUE+並與聯盟一同準備新賽季，並宣布於7月12日進行新人選秀會。2024年7月12日，P. LEAGUE+舉辦第四屆新人選秀會，共有46人參與，最終有11人獲選，由外籍生莫巴耶成為選秀狀元。

## 選秀狀元
| 年份       | 選中球隊       | 球員   | 參考   |
| ---------- | -------------- | ------ | ------ |
| 新人選秀會 |                |        |        |
| 2021       | 新竹街口攻城獅 | 朱雲豪 | [ 6 ]  |
| 2022       | 桃園領航猿     | 張鎮衙 | [ 8 ]  |
| 2023       | 新竹街口攻城獅 | 阿拉薩 | [ 9 ]  |
| 2024       | 臺北富邦勇士   | 莫巴耶 | [ 14 ] |

## 薪資
狀元最低月薪為新臺幣9萬元，榜眼8萬元、探花7萬元，最高年薪為180萬元；第一輪剩餘順位為6萬元、第二輪5萬元，第三輪起4萬元，最高年薪為150萬元，曾當選FIBA國際賽中華臺北代表隊選手，最低月薪為12萬元，最高年薪為200萬元。2022年選秀會取消第一輪前三順位最高年薪180萬元、剩餘順位最高年薪150萬元以及國手最高年薪200萬的薪資上限規定。

## 外部連結
- (PDF). P. LEAGUE+.   [2021-10-25]. （原始内容 (PDF)存档于2021-10-25）.
- (PDF). 中華民國籃球協會. 2021-07-01  [2022-05-16]. （原始内容 (PDF)存档于2021-07-15）.